# کبیج تاون (تورنتو)
کبیج تاون (انگلیسی: Cabbagetown, Toronto) محله ای در مرکز تورنتو، انتاریو، کانادا است. طبق گفته انجمن حفظ شهرک کبیج تاون، این محله تا حد زیادی دارای خانه‌های ویکتوریایی است و به عنوان "بزرگترین منطقه مستمر مسکن معماری ویکتوریایی در تمام آمریکای شمالی شناخته می‌شود.